# Mount Pleasant (Ohio)
Mount Pleasant – wieś w Stanach Zjednoczonych, w stanie Ohio, w hrabstwie Jefferson.